# Epipactis persica
Epipactis persica är en orkidéart som först beskrevs av Károly Rezsö Soó von Bere, och fick sitt nu gällande namn av Heinrich Carl Haussknecht och Johann Axel Nannfeld. Epipactis persica ingår i släktet knipprötter, och familjen orkidéer. Inga underarter finns listade i Catalogue of Life.

## Bildgalleri

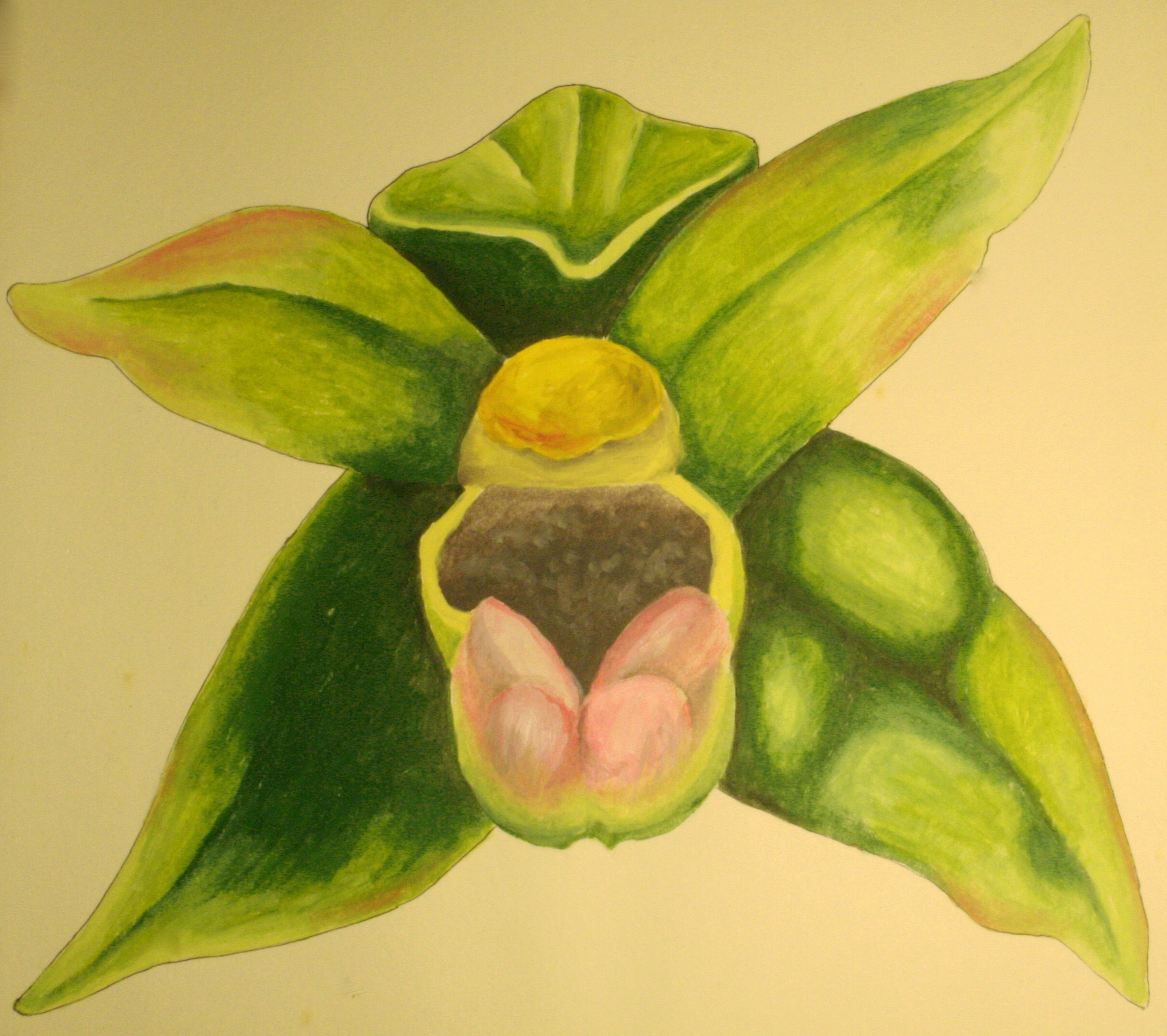